# Vanity/Nemesis
Vanity/Nemesis è il quinto album in studio del gruppo heavy metal svizzero Celtic Frost, pubblicato l'11 aprile 1990 da Noise Records. Il disco fu registrato con Ron Marks come session man, mentre Martin Eric Ain tornò nella band durante le registrazioni e partecipò alla scrittura della canzone.
In questo disco, la band ritorna parzialmente alle origini, abbandonando quindi il pop metal di Cold Lake e adottando un thrash metal con influenze gothic rock favorite dalla voce lirica di Michele Amar, creando un suono del tutto peculiare per l'epoca e non comune a nessun'altra band. L'album presenta anche due cover, This Island Earth di Bryan Ferry e Heroes di David Bowie.
Nel 1999 è stato ristampato con l'aggiunta della bonus track A Descent to Babylon (Babylon Asleep).

## Tracce
- Tutte le tracce scritte dai Celtic Frost eccetto dove indicato.

1. The Heart Beneath – 3:49
2. Wine in My Hand (Third from the Sun) – 3:26
3. Wings of Solitude – 4:35
4. The Name of My Bride – 4:30
5. This Island Earth (Bryan Ferry cover) – 5:49
6. The Restless Seas – 5:40
7. Phallic Tantrum – 3:31
8. A Kiss or a Whisper – 3:04
9. Vanity – 4:24
10. Nemesis – 7:46
11. Heroes (David Bowie cover) – 3:45

### Bonus track (ristampa 1999)
1. A Descent to Babylon (Babylon Asleep) - 4:26

## Formazione
- Tom Gabriel Fischer - voce, chitarra
- Ron Marks - chitarra
- Curt Victor Bryant - basso
- Stephen Priestly - batteria, voce d'accompagnamento

### Altri musicisti[3]
- Roli Mosimann - tastiere, voce d'accompagnamento
- Martin Eric Ain - basso